# Giacomo Carissimi
Giovanni Giacomo Carissimi, född (döpt 18 april) 1605 i Marino, död 12 januari 1674 i Rom, var en italiensk kompositör under barocken, tillhörande den romerska skolan.. Han skrev framför allt sakral musik, och var den förste betydande kompositören av oratorier.

## Biografi
Giacomo Carissimi blev 1628 kapellmästare vid Apollinaris-kyrkan i Rom. Han utbildade kantaten till en så kallad "kammarkantat", ett slags musikalisk-dramatisk scen med recitativ, arior och ensemblesatser. Han var också den som införde kantaten till kyrkan (cantata da chiesa, kyrkokantat). Den smidighet han gav nämnda former kom även operans utveckling till godo, ehuru Carissimi, så vitt man vet, ej själv skrev några operor. 
Hans oratorier (Jephta, Judicium Salomonis, Baldassarre, Jonas m. fl.) är märkvärdiga för den storartade behandlingen av körerna och dessas dramatiska förbindelse med solosången. Carissimi utvidgade även användningen av instrumentalmusiken och verkade mycket genom sina lärjungar (Scarlatti, Cesti med flera).